# Le Meteor sur Bruxelles
Albums de Indochine
La République des Meteors
(2009) Putain de stade
(2011)
Le Meteor sur Bruxelles  est un album live du groupe Indochine enregistré à Forest National, à Bruxelles, le 27 mars 2010 lors d'une des dates du Meteor Tour. Le disque, sorti le 21 juin 2010 exclusivement sur Internet , contient onze titres à télécharger.
Le 19 juin, Indochine a offert le téléchargement de cinq de ces titres sur son site officiel.
Il comporte 10 titres de l’album La République des Meteors et le titre Le Manoir, issu de l'album Paradize.

## Liste des titres
| 1.    | Go Rimbaud Go!     | 04:44 |
| 2.    | Little Dolls       | 06:02 |
| 3.    | Play Boy           | 03:09 |
| 4.    | Le Lac             | 04:46 |
| 5.    | Le Manoir          | 06:17 |
| 6.    | La Lettre de métal | 04:27 |
| 7.    | Un ange à ma table | 05:18 |
| 8.    | Junior Song        | 03:52 |
| 9.    | Le Dernier Jour    | 06:49 |
| 10.   | Union War          | 02:46 |
| 11.   | Bye Bye Valentine  | 06:11 |
| 54:21 |                    |       |